# José Carlos Moreira (atleta)
José Carlos Gomes Moreira mais conhecido como Codó (Codó, 28 de setembro de 1983) é um velocista brasileiro especialista nos 100 metros rasos, modalidade mais rápida do atletismo.

## Carreira
Crescendo no interior do Maranhão, brincava de correr e jogava futebol, até que para participar de jogos escolares começou a disputar provas de atletismo. Moreira correu as semifinais do revezamento 4x100 metros dos Jogos Pan-americanos de 2007, realizados no Rio de Janeiro, ajudando o Brasil a chegar à decisão e conquistar a medalha de ouro.
Integrou a equipe brasileira de revezamento 4x100 metros nos Jogos Olímpicos de Pequim 2008, que obteve o quarto lugar. Entretanto, o jamaicano Nesta Carter foi pego no exame anti-doping, e o time jamaicano que conquistou a medalha de ouro nessa prova foi desclassificado, o que fez com que o quarteto brasileiro composto por Bruno Lins, Vicente Lenílson, José Carlos Moreira e Sandro Viana herdasse a medalha de bronze dos Jogos Olímpicos de Pequim 2008. As medalhas foram recebidas em 2019. Moreira já tinha se aposentado das pistas em 2016 e investia em projetos sociais para criar atletas no Maranhão.